# Championnat de Thaïlande de football 2025-2026
Navigation
Thai League 1 2024-2025 Thai League 1 2026-2027
La saison 2025-2026 de Thai League 1 est la 29e édition du Championnat de Thaïlande de football de première division.
Le Buriram United est le tenant du titre après avoir remporté pour la 11e fois la compétition alors que le Chonburi FC, l'Ayutthaya United et le Kanchanaburi Power, rejoignent ce niveau de la compétition,.

## Réglement
La Thai League 1 2025-2026 est composé de seize clubs qui s'affrontent tous lors de confrontations aller et retour. Le champion est l'équipe qui obtient le plus grand nombre de points après les 30 journées de championnat. À la fin de la compétition, les deux premiers et le vainqueur de la Thai FA Cup 2025-2026 se qualifient pour la Ligue des champions Élite 2026-2027, le troisième du championnat pour la Ligue des champions 2 2026-2027 et les trois derniers sont relégués en Thai League 2 l'année suivante. Le champion se qualifie également pour la Thailand Champions Cup.
Les deux premier du championnat se qualifie également pour le Championnat ASEAN 2026-2027.
Le classement est calculé avec le barème de points suivant : une victoire vaut trois points, le match nul un. La défaite ne rapporte aucun point.
À égalité de points, les critères de départage sont les suivants :
1. Plus grand nombre de points dans les confrontations directes ;
2. Plus grande différence de buts dans les confrontations directes ;
3. Plus grand nombre de buts marqués.

Les règles 1 et 2 de départage des clubs lors des rencontres disputées entre eux ne peuvent s’appliquer que si les deux matchs les ayant opposés ont été joués.

## Participants
L'édition 2025-2026 est la 7e édition à seize équipes, les trois promus de Thai League 2 sont le Chonburi FC, l'Ayutthaya United et le Kanchanaburi Power. Ces trois clubs remplacent les trois clubs relégués, le Nongbua Pitchaya, le Nakhon Pathom United et le Khon Kaen United.
| Club                    | Ville               | Classement 2024-2025 | Stade                         | Capacité |
| ----------------------- | ------------------- | -------------------- | ----------------------------- | -------- |
| Buriram United          | Buriram             | 1er                  | Chang Arena                   | 32 600   |
| Bangkok United          | Bangkok             | 2e                   | True BG Stadium               | 10 114   |
| BG Pathum United        | Bangkok             | 3e                   | True BG Stadium               | 10 114   |
| Ratchaburi Mitr Phol FC | Ratchaburi          | 4e                   | Stade Ratchaburi              | 10 000   |
| Thai Port FC            | Bangkok             | 5e                   | PAT Stadium                   | 13 000   |
| Muangthong United       | Bangkok             | 6e                   | Thunderdome Stadium           | 15 000   |
| PT Prachuap             | Prachuap Khiri Khan | 7e                   | Prachuap KKP Stadium          | 5 000    |
| Lamphun Warriors        | Lamphun             | 8e                   | Lamphun Warriors Stadium      | 5 000    |
| Uthai Thani FC          | Uthai Thani         | 9e                   | Uthai Thani Province Stadium  | 4 447    |
| Sukhothai FC            | Sukhothaï]          | 10e                  | Thung Thalay Luang Stadium    | 9 500    |
| Chiangrai United        | Chiang Rai          | 11e                  | Singha Stadium                | 11 354   |
| Rayong FC               | Rayong              | 12e                  | Rayong Province Stadium       | 7 500    |
| Nakhon Ratchasima FC    | Nakhon Ratchasima   | 13e                  | 80th Birthday Stadium         | 24 641   |
| Chonburi FC             | Chonburi            | 1er                  | Chonburi Campus Stadium       | 12 000   |
| Ayutthaya United        | Ayutthaya           | 2e                   | Ayutthaya Province Stadium    | 6 000    |
| Kanchanaburi Power      | Kanchanaburi        | 3e                   | Kanchanaburi Province Stadium | 13 000   |

Légende des couleurs
- Phase de groupe de la Ligue des champions Élite 2025-2026 et Phase de groupe du Championnat ASEAN 2025-2026
- Tour préliminaire de la Ligue des champions Élite 2025-2026 et Phase de groupe du Championnat ASEAN 2025-2026
- Phase de groupe de la Ligue des champions 2 2025-2026 et Phase de groupe du Championnat ASEAN 2025-2026
- Phase de groupe de la Ligue des champions 2 2025-2026
- Promu de la Thai League 2 2024-2025

| \| Bangkok Bangkok United BG Pathum United Muangthong United Thai Port FC Buriram United Ratchaburi MPFC Bangkok PT Prachuap Lamphun Warriors Uthai Thani FC Sukhothai FC Chiangrai United Rayong FC Nakhon Ratchasima FC Chonburi FC Ayutthaya United Kanchanaburi Power \| Localisation des clubs engagés dans le championnat. |
| Bangkok Bangkok United BG Pathum United Muangthong United Thai Port FC Buriram United Ratchaburi MPFC Bangkok PT Prachuap Lamphun Warriors Uthai Thani FC Sukhothai FC Chiangrai United Rayong FC Nakhon Ratchasima FC Chonburi FC Ayutthaya United Kanchanaburi Power                                                           |

## Compétition

### Classement
| Rang | Équipe                  | Pts | J | G | N | P | Bp | Bc | Diff |
| ---- | ----------------------- | --- | - | - | - | - | -- | -- | ---- |
| 1    | Thai Port FC            | 3   | 1 | 1 | 0 | 0 | 3  | 1  | +2   |
| 2    | Bangkok United          | 3   | 1 | 1 | 0 | 0 | 3  | 2  | +1   |
| 3    | Buriram United T        | 3   | 1 | 1 | 0 | 0 | 3  | 2  | +1   |
| 4    | Muangthong United       | 3   | 1 | 1 | 0 | 0 | 1  | 0  | +1   |
| 5    | BG Pathum United        | 1   | 1 | 0 | 1 | 0 | 2  | 2  | 0    |
| 6    | PT Prachuap             | 1   | 1 | 0 | 1 | 0 | 2  | 2  | 0    |
| 7    | Chiangrai United        | 1   | 1 | 0 | 1 | 0 | 1  | 1  | 0    |
| 8    | Kanchanaburi Power P    | 1   | 1 | 0 | 1 | 0 | 1  | 1  | 0    |
| 9    | Ratchaburi Mitr Phol FC | 1   | 1 | 0 | 1 | 0 | 1  | 1  | 0    |
| 10   | Uthai Thani FC          | 1   | 1 | 0 | 1 | 0 | 1  | 1  | 0    |
| 11   | Chonburi FC P           | 1   | 1 | 0 | 1 | 0 | 0  | 0  | 0    |
| 12   | Nakhon Ratchasima FC    | 1   | 1 | 0 | 1 | 0 | 0  | 0  | 0    |
| 13   | Lamphun Warriors        | 0   | 1 | 0 | 0 | 1 | 2  | 3  | -1   |
| 14   | Rayong FC               | 0   | 1 | 0 | 0 | 1 | 2  | 3  | -1   |
| 15   | Sukhothai FC            | 0   | 1 | 0 | 0 | 1 | 0  | 1  | -1   |
| 16   | Ayutthaya United P      | 0   | 1 | 0 | 0 | 1 | 1  | 3  | -2   |

| Légende : Qualifications et relégations | Légende : Qualifications et relégations                                                                    |
| --------------------------------------- | --- |
|                                         | Phase de groupe de la Ligue des champions Élite 2026-2027 Phase de groupe du Championnat ASEAN 2026-2027   |
|                                         | Tour préliminaire de la Ligue des champions Élite 2026-2027 Phase de groupe du Championnat ASEAN 2026-2027 |
|                                         | Phase de groupe de la Ligue des champions 2 2026-2027                                                      |
|                                         | Relégation en Thai League 2                                                                                |
|                                         | T : Tenant du titre P : Promus de Thai League 2 C : Vainqueur de la Thai FA Cup 2025-2026                  |

### Résultats
| Résultats (▼dom., ►ext.)                                   | AU  | BU | BGPU | BU  | CU  | CFC | KP | LW | MU | NR | TP | PTP | RFC | RMP | SFC | UT |
| Ayutthaya United                                           |     | -  | -    | -   | -   | -   | -  | -  | -  | -  | -  | -   | -   | -   | -   | -  |
| Bangkok United                                             | -   |    | -    | -   | -   | -   | -  | -  | -  | -  | -  | -   | 3-2 | -   | -   | -  |
| BG Pathum United                                           | -   | -  |      | -   | -   | -   | -  | -  | -  | -  | -  | -   | -   | -   | -   | -  |
| Buriram United                                             | -   | -  | -    |     | -   | -   | -  | -  | -  | -  | -  | -   | -   | -   | -   | -  |
| Chiangrai United                                           | -   | -  | -    | -   |     | -   | -  | -  | -  | -  | -  | -   | -   | -   | -   | -  |
| Chonburi FC                                                | -   | -  | -    | -   | -   |     | -  | -  | -  | -  | -  | -   | -   | -   | -   | -  |
| Kanchanaburi Power                                         | -   | -  | -    | -   | -   | -   |    | -  | -  | -  | -  | -   | -   | -   | -   | -  |
| Lamphun Warriors                                           | -   | -  | -    | 2-3 | -   | -   | -  |    | -  | -  | -  | -   | -   | -   | -   | -  |
| Muangthong United                                          | -   | -  | -    | -   | -   | -   | -  | -  |    | -  | -  | -   | -   | -   | 1-0 | -  |
| Nakhon Ratchasima FC                                       | -   | -  | -    | -   | -   | 0-0 | -  | -  | -  |    | -  | -   | -   | -   | -   | -  |
| Thai Port FC                                               | 3-1 | -  | -    | -   | -   | -   | -  | -  | -  | -  |    | -   | -   | -   | -   | -  |
| PT Prachuap                                                | -   | -  | 2-2  | -   | -   | -   | -  | -  | -  | -  | -  |     | -   | -   | -   | -  |
| Ratchaburi Mitr Phol FC                                    | -   | -  | -    | -   | -   | -   | -  | -  | -  | -  | -  | -   |     | -   | -   | -  |
| Rayong FC                                                  | -   | -  | -    | -   | -   | -   | -  | -  | -  | -  | -  | -   | -   |     | -   | -  |
| Sukhothai FC                                               | -   | -  | -    | -   | -   | -   | -  | -  | -  | -  | -  | -   | -   | -   |     | -  |
| Uthai Thani FC                                             | -   | -  | -    | -   | 1-1 | -   | -  | -  | -  | -  | -  | -   | -   | -   | -   |    |
| - Victoire à domicile - Match nul - Victoire à l'extérieur |     |    |      |     |     |     |    |    |    |    |    |     |     |     |     |    |

## Bilan de la saison
| Championnat de Thaïlande de football 2025-2026 |   |
| Champion                                       |   |
| Coupes et trophées                             |   |
| Vainqueur de la Coupe de Thaïlande 2025-2026   | 0 |
| Qualifications continentales                   |   |
| Ligue des champions Élite                      |   |
| Ligue des champions 2                          |   |
| Championnat ASEAN                              |   |
| Promotions et relégations                      |   |
| Promus en Thai League 1                        |   |
| Relégués en Thai League 2                      |   |